# Placek

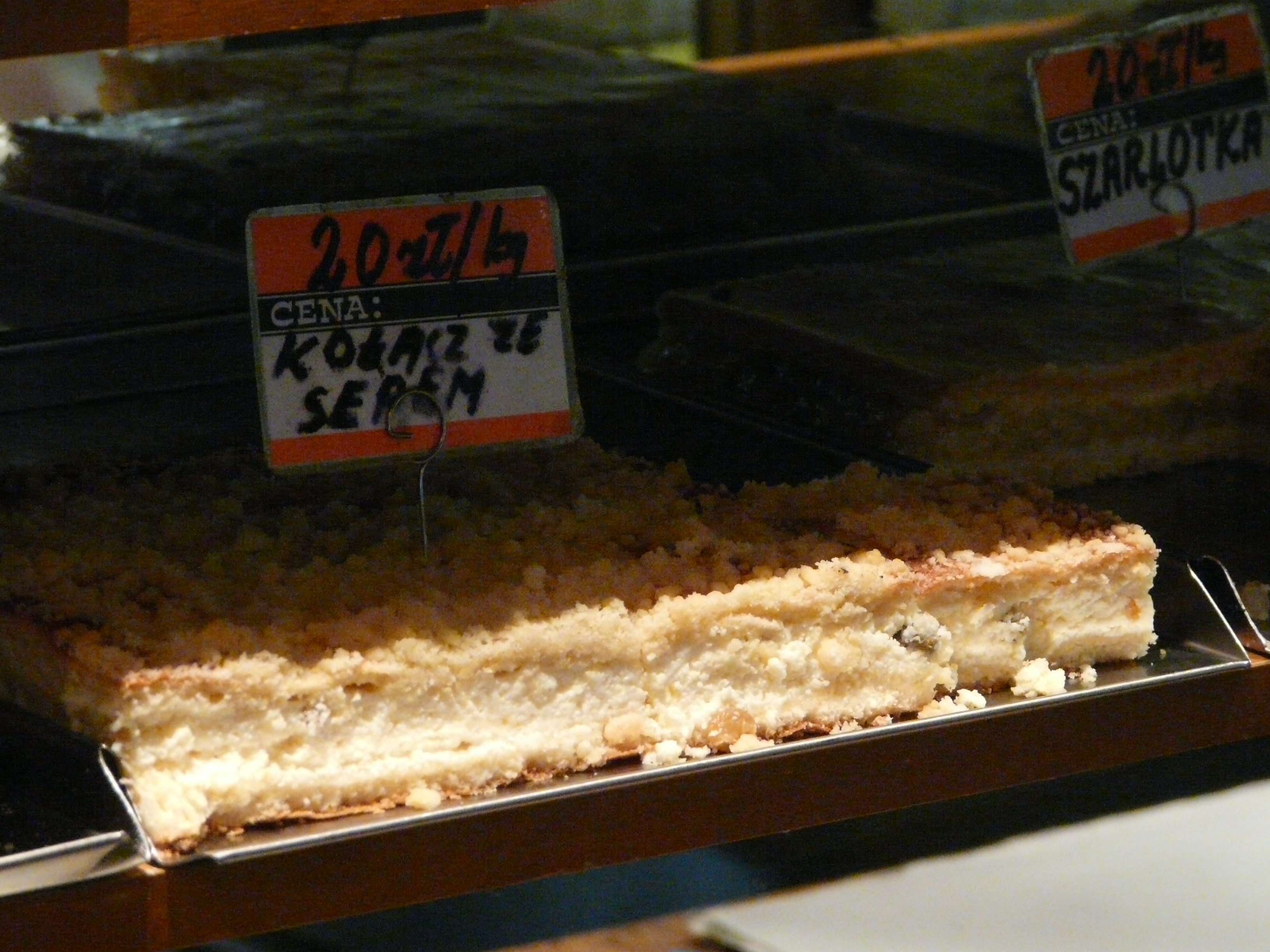
Placek

Placek (Plural: Placki) nennt man einen typischen Kuchen der polnischen Küche. In der polnischen Esskultur stellt er von alters her ein wichtiges Element dar. Meist ist unter Placek ein eher flacher und ausgedehnter Blechkuchen zu verstehen, sehr häufig mit Streuseln (kruszonka). 
Der Placek im eigentlichen Sinne ist entweder ein Hefekuchen mit Rosinen, oder ein Hefe- oder Mürbekuchen mit Belag. Es gibt ihn mit Obstbelag (Äpfel, Zwetschgen, Heidelbeeren, Sauerkirschen u. ä.), mit Mohnmasse oder mit Weißkäsemasse. Gelegentlich wird der Name Placek auch auf kastenförmige oder runde Varianten des Streuselkuchens angewendet. 
In der polnischen Backtradition stehen Placki als Bindeglied zwischen ausgesprochenen Flachgebäcken wie Podpłomyk (Teigfladen) und Mazurek (flacher mürber Osterkuchen) und gewölbten Rundgebäcken wie den beiden Hefekuchen Babka (Napfkuchen) und Kołacz (Kolatsche). 
Daneben umfasst der Begriff placek im Polnischen auch flache Gebilde im Allgemeinen. So bezeichnet er im kulinarischen Bereich unter anderem Kartoffelpuffer (Placki ziemniaczane) und spielt in einigen idiomatischen Redewendungen eine Rolle, wie etwa in „leżeć plackiem“ („gleich einem Placek daliegen“ = Unterwürfigkeit demonstrieren). Im Deutschen gehen Plätzchen und Platz als Bezeichnungen für bestimmte flache Backwaren vermutlich auf den polnischen Ausdruck placek zurück.